# Ван Вольц, Хорас
Хорас Ван Вольц - младший (англ. Horace Van Vaults Jr;  род. 21 мая, 1955 года, США) — американский серийный убийца, который в период с 16 июля 1981 года по 27 декабря 1986 года совершил как минимум 3 убийства  на территории штата Калифорния.  Все три женщины были задушены и перед смертью подверглись связыванию одинаковым образом. Его причастность к совершению большинства убийств была доказана лишь в середине 2019 года на основании результатов ДНК-экспертизы, благодаря чему настоящее количество жертв Ван Вольца неизвестно. Свою вину он не признал.

## Биография
О ранних годах жизни Хораса Ван Вольца - младшего известно крайне мало. Известно, что Хорас родился 21 мая 1955 года на территории США. Начиная с 1980-х Ван Вольц проживал в разных городах штата Калифорния. Начиная с этого периода и вплоть до своего ареста в 2019 году - Ван Вольц вел криминальный образ жизни. Он демонстрировал расстройства сексуального поведения и неоднократно подвергался арестам за совершение преступлений, связанных с сексуальным насилием и агрессией, проявленной в отношении девушек и женщин. В 1984 году он был арестован по обвинению в изнасиловании 22-летней девушки и попытке ее удушения. Во время расследования он признал свою вину, но избежал уголовной ответственности после того как в ходе досудебного урегулирования конфликта его адвокаты достигли с жертвой соглашение и Ван Вольц заплатил ей крупную сумму денежных средств в качестве компенсации за причиненный ущерб ее здоровью.
В начале 1987 года Ван Вольц был арестован на территории округа Вентура по обвинению в совершении убийства 25-летней Джанетт Кейтлин Роу, чье частично одетое тело было обнаружено 27 декабря 1986 года в куче мусора. В ходе расследования полиция установила, что погибшая и Хорас Ван Вольц были знакомы и состояли в интимной связи. За несколько дней до убийства Роу, Ван Вольц арендовал для нее комнату в мотеле на территории города Таузенд-Оукс. Помимо этого, в ходе обыска его апартаментов, в шкатулке для драгоценностей матери Хораса было обнаружено изготовленное на заказ украшение, которое принадлежало Джанетт Роу. Ван Вольц отрицал свою вину и предоставил алиби, которое было частично подтверждено рядом его друзей и знакомых. Так как судебно-медицинский эксперт не смог установить точное время смерти девушки, члены жюри присяжных заседателей подвергли сомнению виновность Ван Вольца и он в конечном итоге в ходе судебного процесса был оправдан и оказался на свободе.
В начале 1996 года он был арестован на территории округа Лос-Анджелес по обвинению в физическом насилии, которому он подвергал одну из своих сожительниц. Ван Вольц был признан виновным, но был осужден условно с получением испытательного срока. Десять лет спустя ему снова было предъявлено обвинение в совершении нападения на женщину на территории округа Керн, но позже прокуратура округа сняла все обвинения, так как адвокаты Ван Вольца снова сумели достичь соглашение с жертвой нападения в ходе досудебного регулирования. В 2007 году Хорас был арестован после того, как его сожительница позвонила в полицию и заявила о том, что подверглась избиению со стороны Ван Вольца. Ему снова было предъявлено обвинение в совершении нападения, но в ходе судебного процесса его вина доказана не была и он в конечном итоге был осужден только лишь по обвинению в нарушении общественного порядка,  отделался выплатой административного штрафа и осужден условно с установлением испытательного срока в виде двух лет. В середине 2010-х годов одна из женщин подала в суд на Ван  Вольца, утверждая что ее дочь состояла в отношениях с Хорасом с начала 2000-х годов и в период с 2005 года по 2007 год  подвергалась физическому насилию с его стороны. По словам этой женщины, Ван Ваульц продолжал преследовать ее дочь еще несколько лет после того, как их отношения закончились и они расстались. Она утверждала что ее дочь уехала из Бейкерсфилда, но из-за взаимоотношений с Ван Вольцом , из-за его агрессивного поведения у нее начались проблемы со здоровьем, вследствие чего она умерла от сердечного приступа в 2011 году в возрасте 43 лет.

## Разоблачение
Хорас Ван Вольц был арестован 14 ноября 2019 года по обвинению в совершении убийств 20-летней Селены Кио и 22-летней Мэри Дуган. Обе девушки были задушены. Селена Кио была убита 16 июля 1981 года на территории округа Сан-Бернардино. После изнасилования и убийства девушки, преступник бросил труп женщины со следами связывания под кустами на одной из улиц города Монтклэр. 22-летняя Мэри Дуган была убита 9 июня 1986 года. Тело Дуган было найдено в багажнике автомобиля на пустой стоянке в городе Бербанк возле одного из заброшенных предприятий города. Она также была связана, подверглась сексуальному насилию, содомии и погибла от удушения вследствие того, что убийца вставил ей в рот кляп, сделанный из салфеток, одна из которых оказалась в ее горле и перекрыла дыхательные пути. В середине 2000-х в ходе проведения ДНК-экспертизы из следов семенной жидкости, обнаруженных на теле убитых была выделена ДНК, которая по версии следствия была оставлена преступником, благодаря чему прокуратура округа Лос-Анджелес заявила о том, что убийство девушек было делом рук неустановленного серийного убийцы. Однако только лишь в начале 2022 года Ван Вольц был идентифицирован в качестве подозреваемого с помощью публичных сайтов генетической генеалогии, после того как  генотипический профиль преступника совпал с генотипическим профилем одного из его родственников. Попав в число подозреваемых, полиция установила за Ван Вольцом слежку, в ходе которой из мусорного бака, расположенного рядом с его домов в городе Бейкерсфилд были изъяты предметы, содержащие образцы его слюны. В ходе проведения ДНК-тестирования образцов слюны, Ван Вольц однозначно был идентифицирован в качестве убийцы Мэри Дуган и Селены Кио. После получения ордера на арест, Хорас был арестован 14 ноября 2019 года на территории города Инглвуд. В последующие дни ему были предъявлены обвинения в совершения убийств Селены Кио и Мэри Дуган, но свою вину Ван Вольц не признал.
После ареста Хораса Ван Вольца был произведен обыск в салоне его автомобиля, а также в его апартаментах. В ходе обыска было обнаружено более 20 фотографий девушек и женщин, которые по версии следствия могли быть потенциальными жертвами Ван Вольца в разные годы. Полицейское управление города Бербанка предоставило  фотографии неопознанных женщин СМИ, которые впоследствии опубликовали для общественности с целью помочь в опознании девушек фотографии в газетах и на различных интернет-сайтах. В начале марта 2020 года в полицию города Бербанк обратилась одна из женщин, которая опознала себя на одном из фото и одну из своих подруг, запечатленную на другой фотографии. В ходе следственных мероприятий, имена этих женщин были установлены и их фотографии в конечном итоге были удалены из списка потенциальных жертв, но в последующие месяцы личности остальных девушек и женщин идентифицировать не удалось и их судьба осталась неизвестной.

## Суд
Расследование было завершено в начале 2021 года, после чего уголовное дело было передано в суд.
Судебный процесс над Хорасом Ван Вольцом начался в апреле 2021 года. Свою вину он не признал. Адвокаты Хораса утверждали, что обнаружение следов семенной жидкости на телах убитых девушек доказывают лишь то, что Ван Вольц вступал с жертвами в интимную связь, но не доказывают факт совершения убийства, вследствие чего его виновность подвергается сомнению. На судебных заседаниях, Ван Вольц не признал факт знакомства с убитыми девушками, но предположил высокую вероятность того, что мог иметь с ними интимную связь. Он вынужденно признал, что начал половую жизнь в раннем подростковом возрасте. Хорас Ван Вольц утверждал, что являлся приверженцем сексуальной практики «Свинг», посещал «свинг-клубы», вследствие чего согласно его утверждениям, в 1980-х годах имел сексуальные контакты с несколькими сотнями девушек и женщин. На основании этого Ван Вольц предположил, что  Селена Кио и Мэри Дуган могли быть всего лишь его сексуальными партнершами и факт обнаружения его семенной жидкости на их трупах не является очевидным доказательством его вины в совершении убийств. Тем не менее, в конечном итоге, 18 августа 2022 года вердиктом жюри присяжных заседателей Хорас Ван Вольц был признан виновным по всем пунктам обвинения. В ходе судебного процесса прокуратура округа Лос-Анджелеса также предоставила результаты ДНК-тестирования биологических следов, обнаруженных на теле 25-летней Джанетт Роу, по обвинению в убийстве которой Ван Вольц был оправдан в 1988 году. Результаты экспертизы установили, что генотипический профиль преступника совпал с генотипическим профилем Ван Вольца, благодаря чему Джанетт Роу официально была признана его третьей жертвой, но представители прокуратуры округа Лос-Анджелес заявили, что Ван Вольц не может быть повторно судим по обвинению в совершении ее убийства, так как прокуратура округа Вентура отказалась подавать апелляцию на отмену оправдательного приговора Ван Вольца в вышестоящие судебные инстанции с целью проведения нового судебного разбирательства.
На основании вердикта о виновности, 19 сентября 2022-года суд приговорил Хораса Ван Вольца к двум срокам в виде пожизненного лишения свободы без права на условно-досрочное освобождение.